# 山城国一揆
山城国一揆（日语：／；1485年—1493年）是指日本文明17年（1485年），山城国（今京都府南部）南部的上三郡（久世郡、綴喜郡、相乐郡）的国人和农民联合起来，排除守护大名畠山氏的政治影响，并在随后的8年间实施自治的事件。
一般而言，国人发起的一揆被称作国一揆，但由于山城国一揆中惣村的农民也参与其中，因此也被称作惣国一揆。

## 经过

### 山城国一揆的开始
虽然应仁之乱结束，但各地守护大名之间的小规模冲突仍在持续，南山城也不例外。由于畠山氏的继承人争夺，畠山义就与畠山政长的争斗持续不断。原本，山城只有名义上的守护，但自文明10年（1478年）畠山政长被任命为守护后，开始了实质上的领国化进程。在此背景下，畠山两派的长期争斗使得国人众与农民疲惫不堪，山城国一揆的条件逐渐成熟。
文明17年（1485年），南山城的国人众与农民在宇治的平等院举行了评议。此次评议决定了“国中掟法”，以排除两畠山派的影响，并实施南山城的自治。由被称为“三十六人众”的国人众领导，政治活动展开，南山城形成了称为“惣国”的政治形态，并设有“月行事”（按月轮流担任的领导人）一职。

### 与幕府的关系
当时的室町幕府正在为重建因应仁之乱及其后混乱而失去的经济基础，推动山城国的御料国化，因此并不希望该地区被有力守护掌控。由于这个原因，管领细川政元等对一揆采取了观望态度。据说“三十六人众”中有人在一揆之前就已与细川氏建立了对抗畠山氏的从属关系。
文明18年五月二十六日（1486年6月27日），幕府政所的执事伊势贞宗的嫡男伊势贞陆（后继承執事职）被任命为守护。幕府与伊势氏在一定程度上承认了一揆方的政治权力（如检断权、半济权等），并继承了畠山氏持有的“守护请”的权限。此外，幕府也要求国人众在必要时支付守护役，一揆方有时也会响应（《大乘院寺社杂事记》长享元年六月二十二日条、明应2年二月五日条）。这一守护任命的背景是，大御所足利义政希望通过建造东山山庄并从中辅佐其子义尚，以重建幕府，而现将军足利义尚则希望通过讨伐反抗幕府的近江远征中的六角氏来重建幕府，二者为了幕府财源而产生了竞争，因此试图通过向山城国征收段钱来弥补资金短缺。
当时的室町幕府虽然仍具备如长享·延德之乱和讨伐畠山基家时所展示的动员军队的能力，但对于在其本部京都门前爆发的山城国一揆，幕府并未表现出镇压的意图。这是因为国人众发起一揆并非为了否定室町幕府或守护领国制，双方的利益并没有直接冲突。

### 山城国一揆的结束
国人众的政治统治引发了国人与农民的矛盾，以及国人之间的对立，惣国开始出现崩溃的迹象。尤其是明应之变引发的幕府内部混乱，使幕府中的有力者开始在山城国人众中展开分化瓦解的工作。伊势贞陆原本只是名义上的守护，为了对抗被逐出京都的前将军足利义材的支持者的京都进攻，开始以统一山城国为名，推动接收寺社本所领的行动（《后法兴院记》明应2年闰四月二十七日条）。伊势贞陆更任命畠山基家的家臣古市澄胤为綴喜郡、相乐郡的守护代，寻求他的支援。这导致国人众分裂为两派，一派选择接受伊势—古市的统治以维持现有地位，另一派则联合细川氏等排斥“外来者”古市的介入。
明应2年（1493年），支持伊势氏的国人众自行召开集会，放弃自治，惣国解体，进入守护的统治之下。一部分反对的国人众固守在稻屋妻城，但因足利义材的反对势力并未得到幕府有力支持，他们最终被伊势—古市联军镇压（《大乘院寺社杂事记》明应2年十二月九日条）。翌年十一月，古市军战胜了一揆方，山城国一揆彻底结束。
从此，山城国进入伊势氏统治时代。然而，在明应3年（1494年）和明应5年（1496年），畠山氏的家臣数次侵入南山城，直到赤泽朝经驱逐他们，伊势氏的权力不断削弱，反之细川政元的影响力逐渐增强。
明应6年（1497年），为应对畠山尚顺的起兵，十月，细川政元的家臣香西元长被任命为下郡守护代，伊势贞陆仍保留守护职。这是伊势氏与细川氏的妥协，香西元长此后在山城逐渐掌握了权势。

## 相关研究
大正元年（1912年），三浦周行发表论文《战国时代的国民议会》，使这一事件广为人知。

## 相关影视
- 《花之乱》，1994年，NHK大河剧